# The Best Damn Tour - Live in Toronto
The Best Damn Tour - Live in Toronto è un DVD della cantante canadese Avril Lavigne.
Come da titolo, è la registrazione del suo tour mondiale durante la tappa di Toronto del 7 aprile 2008 all'Air Canada Centre. Una versione esplicita è uscita in Italia il 19 settembre 2008.
La regia dell'evento è stata affidata a Wayne Isham, il quale si era già occupato della regia del suo ultimo video, The Best Damn Thing.

## Tracce
1. Girlfriend
2. I Can Do Better
3. Complicated
4. My Happy Ending
5. I'm With You
6. I Always Get What I Want
7. Best Damn Dance Break
8. When You're Gone
9. Innocence
10. Don't Tell Me
11. Hot
12. Losing Grip
13. Bad Reputation Video Montage (cover di Joan Jett)
14. Everything Back But You
15. Avril On Drums: Runaway & Mickey Song
16. The Best Damn Thing
17. I Don't Have to Try
18. He Wasn't
19. Girlfriend (Remix)
20. Sk8er Boi